# Norm Beaudin
Norman Joseph Andrew Beaudin (Montmartre, 28 novembre 1941) è un ex hockeista su ghiaccio e allenatore di hockey su ghiaccio canadese che nel corso della carriera ha militato nella National Hockey League e nella World Hockey Association.

## Carriera
Beaudin  giocò a livello giovanile per quattro stagioni con i Regina Pats, prendendo inoltre parte a due edizioni della Memorial Cup. Nel 1962 entrò nel mondo professionistico firmando un contratto con l'organizzazione dei Montréal Canadiens, tuttavia venne mandato in EPHL presso la formazione affiliata degli Hull-Ottawa Canadiens. Un anno più tardi venne ingaggiato dall'organizzazione dei Detroit Red Wings e nelle stagioni successive giocò ancora nelle leghe minori nordamericane come la AHL presso i Pittsburgh Hornets e la CHL presso i Memphis Wings.
Nel 1967 rimase senza contratto per la stagione successiva e durante l'NHL Expansion Draft venne selezionato dai St. Louis Blues, una delle sei nuove franchigie iscritte alla NHL.  Nella stagione 1967-1968 riuscì a esordire in NHL disputando 13 partite con i Blues, trascorrendo il resto dell'anno in CHL con i Kansas City Blues. Nelle stagioni successive Beaudin militò nella AHL vestendo le maglie dei Buffalo Bisons e dei Cleveland Barons. Durante la stagione 1970-71 fece un'altra breve apparizione in NHL richiamato dai Minnesota North Stars, squadra partner dei Barons.
Nel 1972 Beaudin fu il primo giocatore in assoluto ad aver firmato per i Winnipeg Jets, una delle squadre fondatrici della WHA. Fu compagno di linea della stella Bobby Hull e del centro Christian Bordeleau formando la cosiddetta Luxury Line; al primo anno ottenne 38 reti e 65 punti, per un totale di 103 punti che gli valsero la convocazione per l'All-Star Game. Restò a Winnipeg per quattro stagioni conquistando il titolo nel 1975-1976, quando però aveva già perso il posto in prima linea a scapito degli svedesi Anders Hedberg e Ulf Nilsson.
Dopo la vittoria del titolo Beaudin si trasferì in Europa concludendo la sua carriera come giocatore e allenatore in campo degli SCL Tigers, squadra della Lega Nazionale A svizzera che guidò per due stagioni fino al ritiro definitivo nel 1978.

## Palmarès

### Club
- Avco World Trophy: 1

Winnipeg: 1975-1976

### Individuale
- AHL Second All-Star Team: 1

1969-1970
- WHA All-Star Game: 1

1973